# Olympia Undae
Le Olympia Undae sono una formazione geologica della superficie di Marte, in prossimità del polo nord del pianeta.